# Газа (провинция)
Га́за (араб. محافظة غزة‎) — одна из 16 провинций Государства Палестина. Расположена в северной части сектора Газа.  
Провинция состоит из административного центра Газы, трёх других городов и лагеря палестинских беженцев.
Согласно переписи 2017 года, население провинции составляет 652 597 человек.